# Збуйна
Збуйна (пол. Zbójna) — село в Польщі, у гміні Збуйна Ломжинського повіту Підляського воєводства.
Населення — 1227 осіб (2011).
У 1975-1998 роках село належало до Ломжинського воєводства.

## Демографія
Демографічна структура станом на 31 березня 2011 року:
|          | Загалом | Допрацездатний вік | Працездатний вік | Постпрацездатний вік |
| -------- | ------- | ------------------ | ---------------- | -------------------- |
| Чоловіки | 618     | 149                | 414              | 55                   |
| Жінки    | 609     | 113                | 378              | 118                  |
| Разом    | 1227    | 262                | 792              | 173                  |